# Kamień (Jarocin)
Pour les articles homonymes, voir Kamień.
Kamień (prononciation : [ˈkamjɛɲ]) est un village polonais de la gmina de Żerków dans le powiat de Jarocin de la voïvodie de Grande-Pologne dans le centre-ouest de la Pologne.
Il se situe à environ 6 kilomètres au sud-est de Żerków (siège de la gmina), à 13 kilomètres au nord-est de Jarocin (siège du powiat) et à 64 kilomètres au sud-est de Poznań (capitale régionale).
Le village possédait une population de 132 habitants en 2013.

## Histoire
De 1975 à 1998, le village faisait partie du territoire de la voïvodie de Kalisz.

Depuis 1999, Kamień est situé dans la voïvodie de Grande-Pologne.